# Estrecho

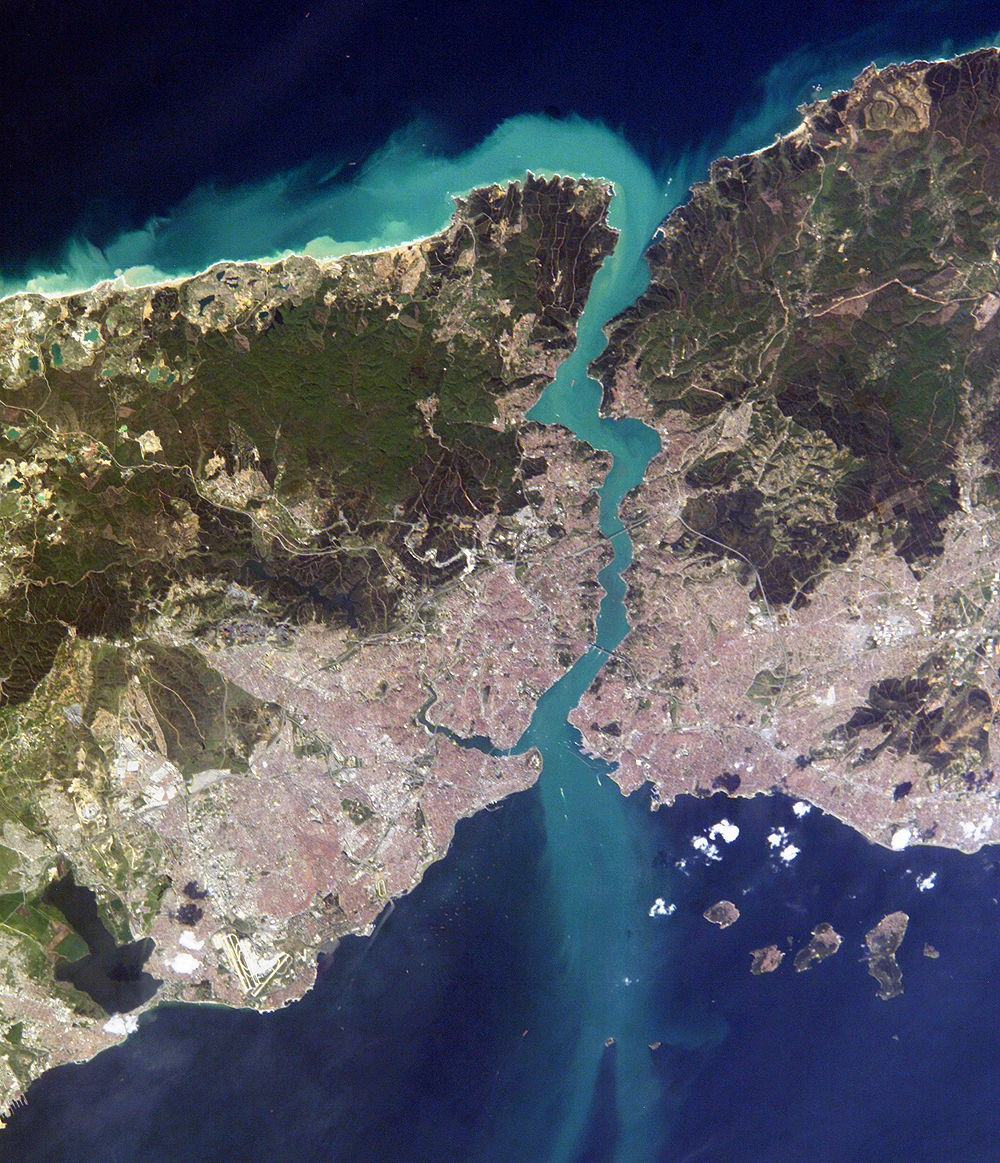
Vista satelital del Bósforo, un estrecho que permite a los navíos la entrada o salida del mar Negro.

Un estrecho es un cuerpo de agua angosto entre dos costas y que conecta dos mares o lagos, y por tanto, se encuentra entre dos masas de tierra. Para que a un estrecho se le considere como tal, los cuerpos de agua conectados se deben encontrar aproximadamente al mismo nivel de elevación, quedando excluidos los ríos de la definición.
Los términos «estrecho», «canal», «pasaje» y «paso» pueden ser sinónimos e intercambiables.[cita requerida] Varios de estrechos tienen importancia económica y estratégica, ya que forman parte de importantes rutas comerciales, y han sido considerados importantes en la geopolítica.
Entre los estrechos más importantes se encuentran el estrecho de Malaca, que conecta el océano Índico con el mar de la China Meridional, el canal de la Mancha que conecta el mar del Norte con el océano Atlántico, el estrecho de Gibraltar, que es el único paso natural entre el océano Atlántico y el mar Mediterráneo, el Bósforo y los Dardanelos, que comunican el Mediterráneo y el mar Negro, el estrecho de Bering entre Rusia y Alaska que comunica el océano Pacífico con el mar Ártico y el estrecho de Magallanes que es uno de los principales pasos naturales entre los océanos Pacífico y Atlántico.
En la ingeniería y ciencias naturales los estrechos han sido investigados por su hidrodinámica y en menor medida por la distribución de sedimentos en ellos.
Algunos estrechos presentan fuertes corrientes producto de las mareas.